# 大戸川
大戸川（だいどがわ）は、滋賀県南部を流れる淀川水系の一級河川。

## 地理
滋賀県甲賀市信楽町多羅尾字瀑谷に源を発す。多羅尾から離れるところから 滋賀県道334号多羅尾神山線が通る渓谷を作り、信楽町神山で神有川と合流してからは江田・長野・勅使・巻き・黄瀬と一部は国道307号に沿いながら旧信楽町を北流する。紫香楽宮跡がある黄瀬を過ぎると西進し、竜王山や太神山で形成される渓谷を流下する。この付近は滋賀県道16号大津信楽線および、新名神高速道路信楽インターチェンジから大津ジャンクション間に並行する。大津市上田上大鳥居町の田代川との合流付近には1914年（大正3年）竣工の関西電力大鳥居発電所があり、その下流の上田上牧町には1911年（明治44年）竣工の滋賀県最初の発電所である関西電力大戸川発電所がある。上田上牧町で山間から抜けると大戸川の土砂による沖積層でできた田上平野が展開する。この田上平野で生産される米は田上米として出荷されている。
大戸川には約50の支川が合流する。全長は約38 km。別名として「田上川」や「信楽川」とも呼ばれる。滋賀県を流れる河川の多くは琵琶湖に流入するが、大戸川は直接瀬田川に合流する。
大戸川は大津・信楽圏域に属しており、森林が圏域の土地の約8割を占める。京都や奈良に近いため、大戸川上流では藤原京や平城京などの建設のために多くの木材が伐採されていった。

## 支流
- 神有川 - 信楽町神山で合流、中流に“鶏鳴の滝”がある[9]
- 田代川 - 上田上大鳥居町で合流[3]
- 天神川 - 中流に日本最古のオランダ堰堤が現存する

## 水勢
大戸川の流れは「水七合に砂三合」と言われてきた。流域の人々は、大戸川によって田畑に恵みをもたらされた一方で、度々氾濫に悩まされていた。そのため、河道の変更や集落の移転もみられた。

### 瀬田川との合流部

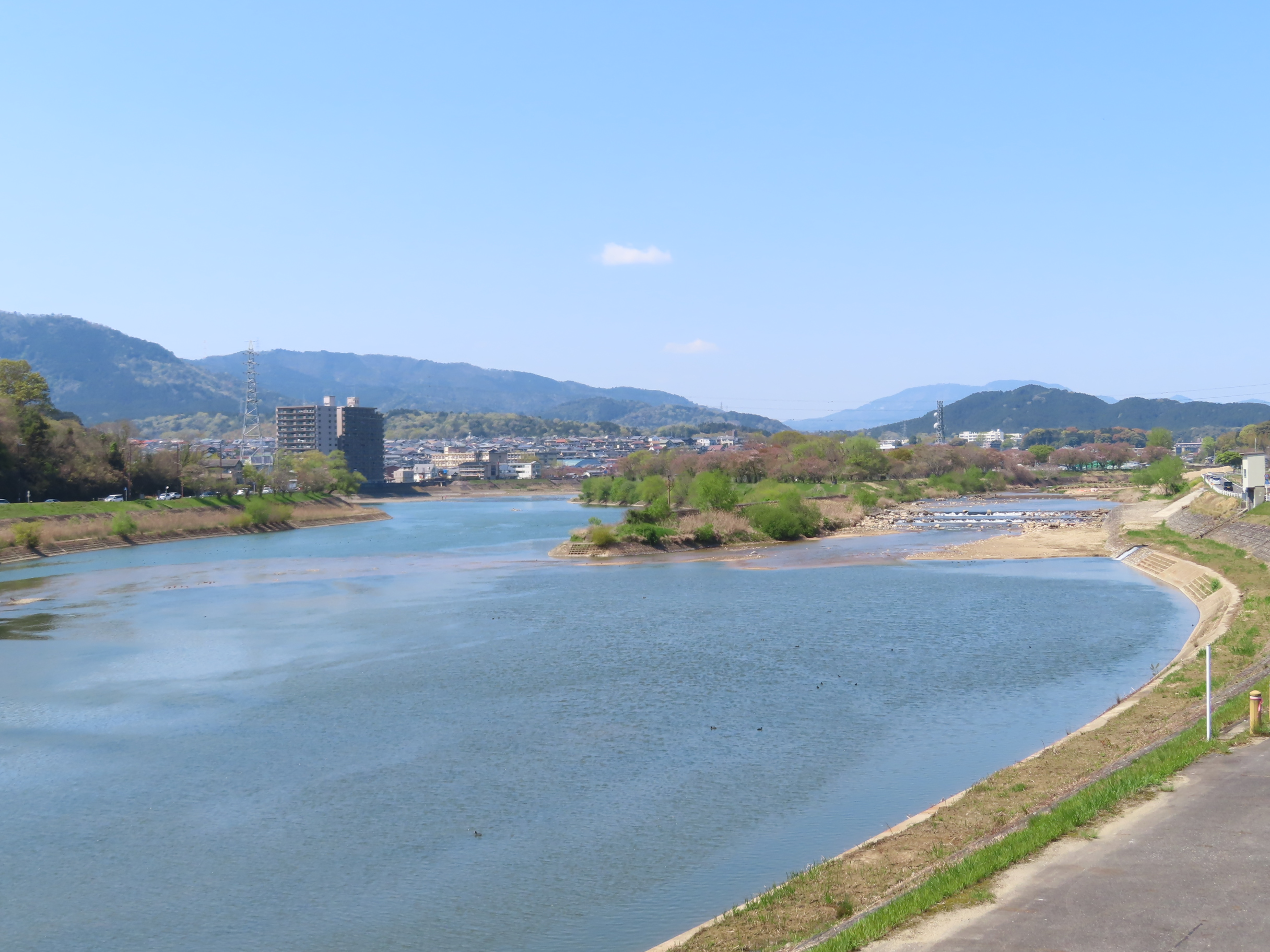
瀬田川と大戸川の合流部

南郷洗堰が建設されるまで、大戸川と瀬田川の合流部付近では中州が形成され、瀬田川の流水を妨げ琵琶湖の水位上昇の原因となった。かつては大戸川と瀬田川が直角に合流する形を取り、形成された中州群は「黒津八島（くろづのやしま）」と呼ばれ、瀬田川で唯一歩いて渡れる地点として知られていた。平安時代に天皇や皇族に食膳に供するための氷魚を捕るための網代が設けられていたので、「供御瀬（くごのせ）」とも呼ばれていた。洪水を防ぐための浚渫工事によって黒津八島は消えていき、さらには瀬田川に直角から緩やかな角度で合流させるため終戦直後から水路の新設が行われ、かつてより400 m下流で瀬田川と合流するようになった。

## 流域の自治体
滋賀県
甲賀市、大津市

## 関連文献
- 季刊『湖国と文化～第39号～』より、特集「滋賀の治水・利水」